# St. Jacobi (Nordhausen)

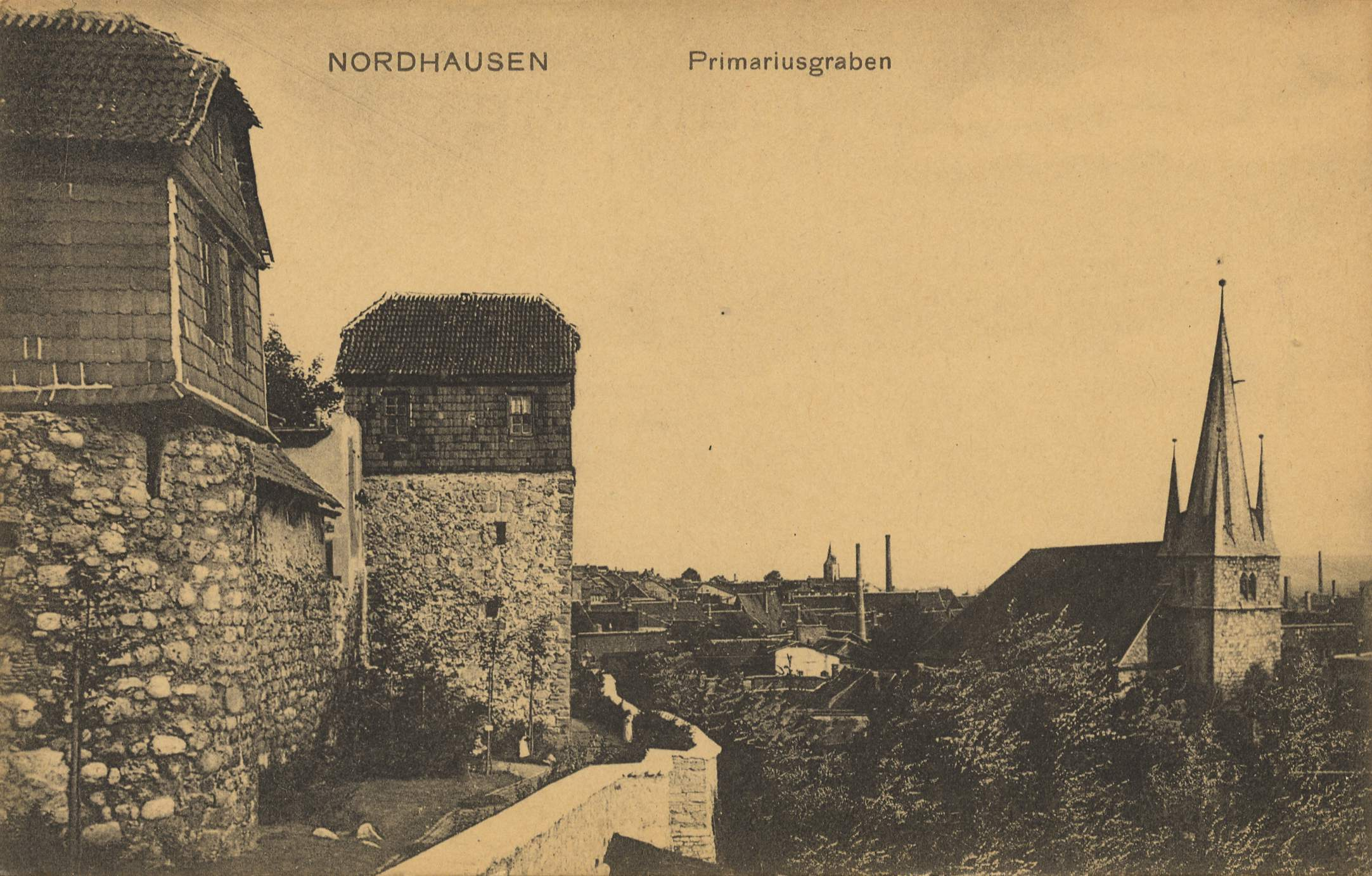
Die Jakobikirche um 1910

Die evangelische  St.-Jacobi-Kirche (auch Neustädter Kirche) war ein Kirchengebäude in Nordhausen im Landkreis Nordhausen in Thüringen.

## Geschichte

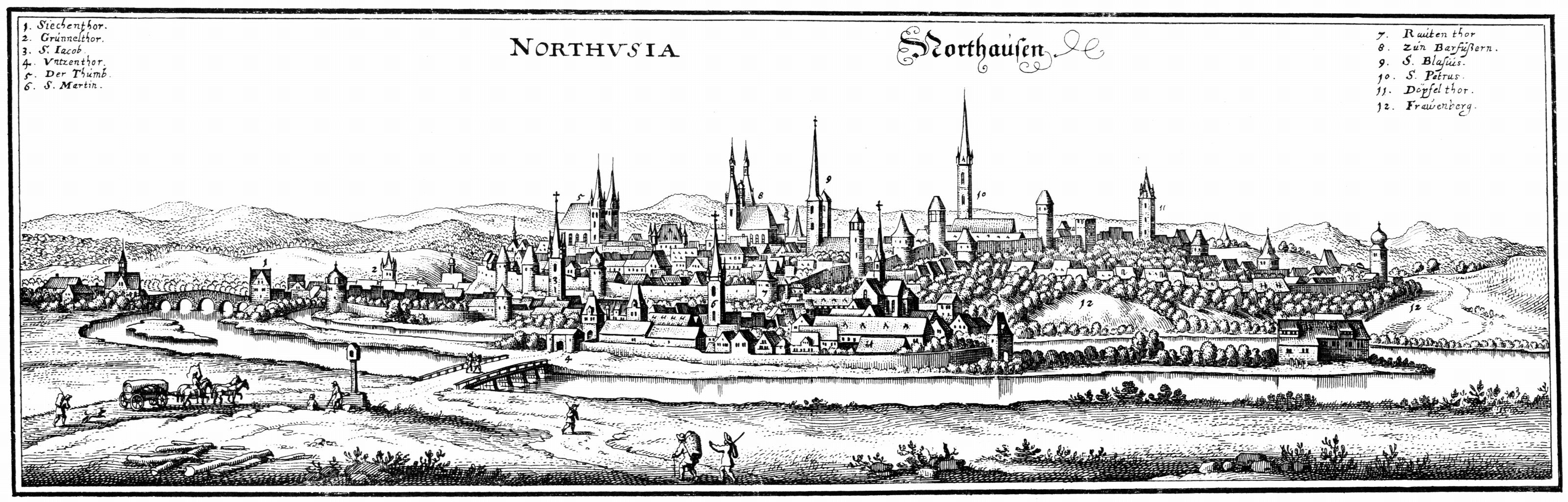
Nordhausen um 1640 (Merian). St. Jacobi mit Ziffer 3 im Turm

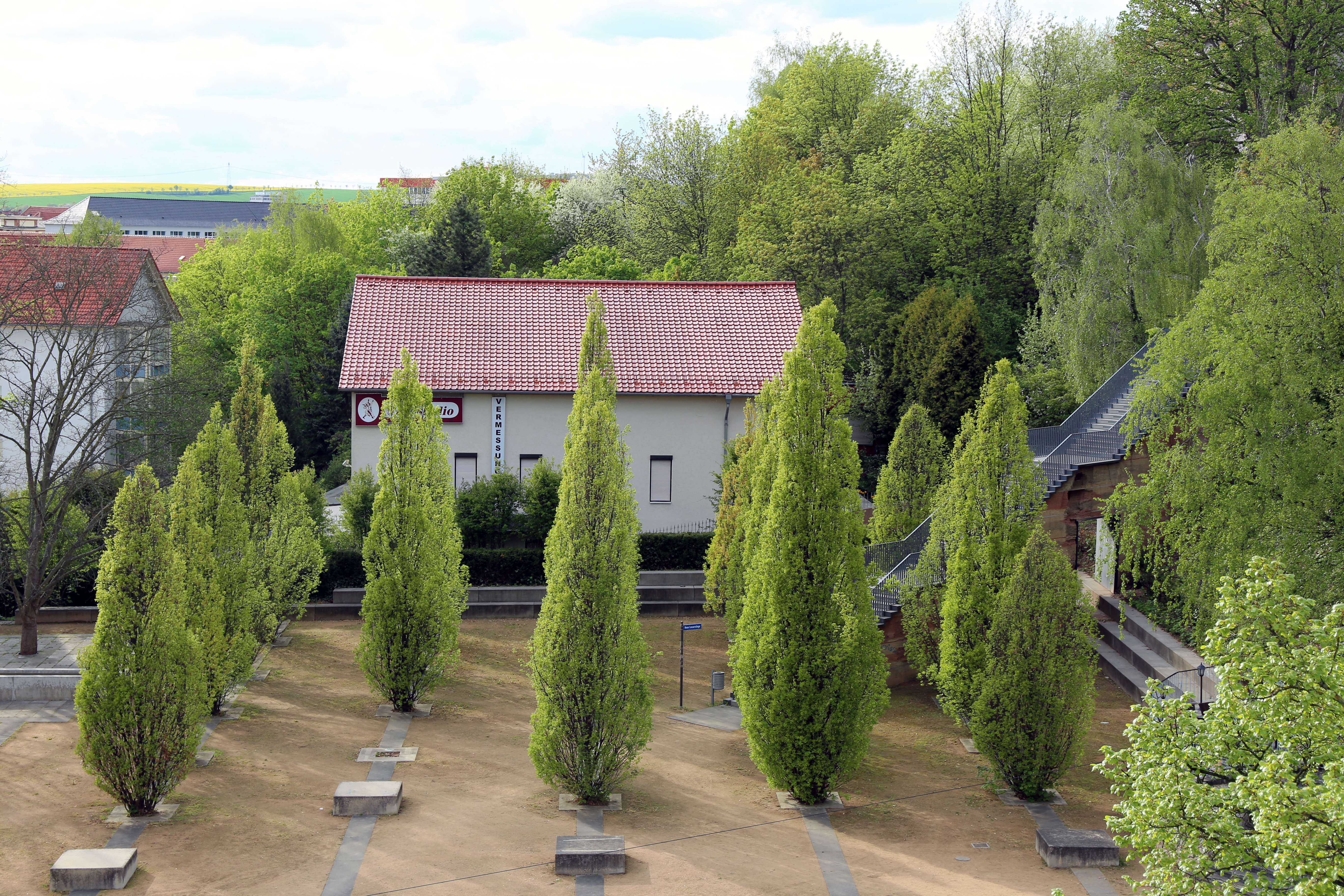
Standort der ehemaligen St.-Jacobi-Kirche

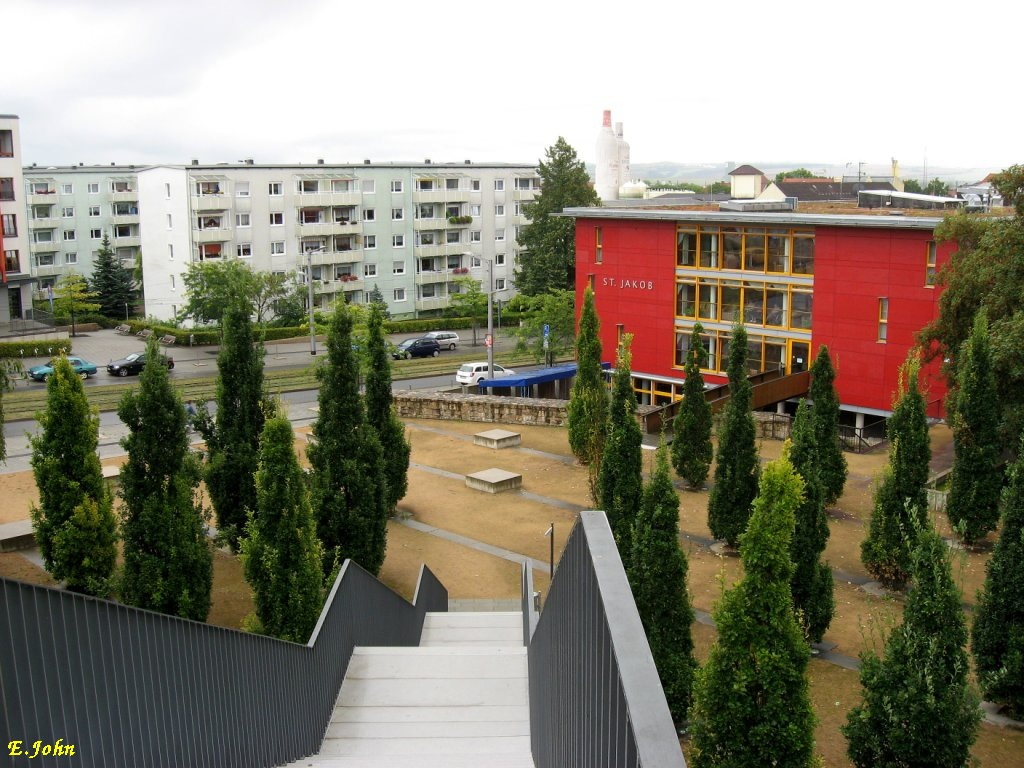
Blick vom Primariusgraben auf das diakonische Pflegeheim St. Jakob Haus

Bereits im 13. Jahrhundert gab es eine Pfarrkirche mit dem Namen St. Jacobi in der Nordhausener Neustadt. 1310 ist der Turm erstmals urkundlich erwähnt. 1365 wird die Kirche bei der Vereinigung der Oberstadt mit der Unterstadt genannt. Die Kirche besaß eine Vikarie. Sie wurde im Jahr 1407 durch Wernherr Kalen, Domherr am Nordhäuser Dom, und Johann von Bendeleben, Vikar daselbst, gestiftet und befand sich am Altar des heiligen Kreuzes. Am 21. Januar dieses Jahres bestätigt der kaiserliche Notar Johann Wainknecht die Stiftung.
In den Jahren 1502 bis 1504 wurde ein neuer Chor errichtet. Ebenfalls 1502 wurden an der Nordseite des Kirchenschiffs Strebepfeiler angebracht, 1648 folgten Strebepfeiler an der Südseite. 
Im Jahr 1744 wurde die Kirche auf Anraten Friedrich Christian Lessers, der seit 1741 Pastor der Gemeinde war, abgerissen, da sie baufällig geworden war. Nur der Kirchturm besaß eine gute Bausubstanz und wurde in den Neubau einbezogen, der durch Herzog Karl von Braunschweig finanziert wurde. Er genehmigte zudem, dass für den Kirchenbau Steine aus der Ruine des Klosters Walkenried gebrochen wurden. Die Grundsteinlegung des neuen Baues erfolgte am 15. Juli 1744. Baumeister waren Johann Andreas Voigt aus Blankenburg und Johann Christian Eichler aus Nordhausen. Als Stuckateur war Johann Leonhard Schreiber tätig. Am 12. Oktober 1749 wurde die Kirche eingeweiht. Der Bau erfuhr in den folgenden Jahrhunderten mehrere Veränderungen.
Am 3. und 4. April 1945 erfuhr Nordhausen mehrere Luftangriffe durch britische Bombergeschwader, während derer das Kirchenschiff weitgehend zerstört wurde. Nur der ausgebrannte Kirchturm und Teile der Außenmauer blieben erhalten. Um 1950 wurden die letzten Mauerreste abgerissen, und am 27. September 1959 wurde der Kirchturm, den man 1952 noch erhalten wollte, gesprengt, angeblich für einen Parkplatz. Der Parkplatz entstand aber südlich davon, und über dem Fundament liegt eine Grünfläche.
Bevor man in den 1990er Jahren das Altenpflegeheim St. Jakob baute, erfolgten von März bis Oktober 1999 archäologische Ausgrabungen. Dabei fand man unter den Fundamenten des Turms ein Grab, ein Beleg dafür, dass der Friedhof der Nordhausener Neustadt – und damit vermutlich auch die Pfarrkirche – bereits vor dem Turmbau bestand.

## Ausstattung
- Das Kircheninnere war ein schlichter Saal. Er maß in der Länge 30,1 m und in der Breite 18,2 m innerer Lichtweite.
- Der Kanzelaltar ragte vor der östlichen Empore auf. Der Altar besaß einen einfachen Altartisch. Der Kanzelaufbau bestand aus vier korinthischen Säulen. Diese standen auf einem hohen zweiteiligen Postamentsockel, über ihnen befand sich ein verkröpftes Gebälk und barockes gebrochenes Giebelwerk. Die Kanzel selbst war achteckig, ihre Brüstung war mit Blumengebinden verziert. Ihr Fuß verjüngte sich in einer Weintraube. Der Schalldeckel war von geschweiften Zierleisten bekrönt. Diese schlossen sich oben in der Mitte zusammen und trugen eine kleine goldene Weltkugel. In den Feldern links und rechts der Kanzel standen je eine Frauenfigur mit faltigem Gewand, die eine trug ein Kreuz, die andere ein flammendes Herz. Diese verkörpern den Glauben und die Liebe. Abgeschlossen wurde der Kanzelaltar durch ein aufgesetztes Kruzifix mit Maria und Maria Magdalena. Der Altar wurde nach dem Kirchenneubau bis 1749 von dem Bildhauer Johann Kaspar Unger gefertigt.
- Rechts des Altars befanden sich Standbilder der Reformatoren Luther und Melanchthon. Sie wurden im Jahr 1905 aufgestellt und hatten eine Größe von 1,86 m. Geschaffen wurden sie vom Holzbildhauermeister Eugen Richter.
- Portraits der Pfarrer Lesser und Magister Johann Heinrich Hüpeden hingen an der Altarwand.
- Betstübchen befanden sich im Chorraum der Kirche.
- Ein Kronleuchter mit zwei Reihen von je zwölf messingenen Lichterarmen um Kugeln herum hing im Langhaus.
- Die Emporen werden von hölzernen Säulen getragen
- Eine Tafel gedachte der 134 im Ersten Weltkrieg gefallenen Gemeindeglieder.
- Von den drei Glocken der Kirche stammte eine aus dem Jahr 1413. Sie besaß einen Durchmesser von 1,75 m.
- Ein Modell der Kirche, welches Lesser 1720 für den Neubau anfertigen ließ, befand sich zuletzt im Nordhäuser Museum.

## Orgel
Eine erste Orgel, die bereits um 1585 vorhanden gewesen sein muss, war im Jahr 1740 mit folgender Disposition ausgestattet:
| I Oberwerk |            |        |
| 1.         | Principal  | 8′     |
| 2.         | Quintade   | 8′     |
| 3.         | Octave     | 4′     |
| 4.         | Quinte     | 2 ⁄3′  |
| 5.         | Tertia     | 1 3⁄5′ |
| 6.         | Mixtur III |        |
| 7.         | Cymbel II  |        |

| II Rückpositiv |           |       |
| 8.             | Gedackt   | 8′    |
| 9.             | Principal | 4′    |
| 10.            | Gedackt   | 4′    |
| 11.            | Regal     | 4′    |
| 12.            | Octave    | 2′    |
| 13.            | Quinte    | 1 ⁄3′ |
| 14.            | Octave    | 1′    |

| Pedal |              |     |
| 15.   | Posaunenbass | 8′  |
| 16.   | Subbass      | 16′ |
| 17.   | Cornettbass  | 2′  |
| 18.   | Cymbel II    |     |

Dabei soll anstelle der Tertia 1 3⁄5′ zuvor eine Superoktave 2′ gestanden haben.
Am 5. Mai 1798 wurde die Orgel für die wiederaufgebaute Kirche von Johann Gottfried Krug aus Merseburg geliefert. Sie wird am 12. September 1798 der Gemeinde übergeben. Der Prospekt der zweimanualigen Orgel entstammt dem Rokoko. Er wird durch Pilaster und korinthische Säulen in Felder geteilt. Geschweiftes und unterbrochenes Giebelwerk bildet den oberen Abschluss.
| I Hauptwerk CDDis–d3 |                 |     |
| 1.                   | Principal       | 8′  |
| 2.                   | Quintadena      | 16′ |
| 3.                   | Viola di Gamba  | 8′  |
| 4.                   | Flauta traversa | 8′  |
| 5.                   | Gedackt         | 8′  |
| 6.                   | Rohrflöte       | 4′  |
| 7.                   | Octave          | 4′  |
| 8.                   | Octave          | 2′  |
| 9.                   | Mixtur IV       |     |
| 10.                  | Trompete        | 8′  |

| II Oberwerk CDDis–d3 |                  |    |
| 11.                  | Principal        | 4′ |
| 12.                  | Quintadena       | 8′ |
| 13.                  | Lieblich Gedackt | 8′ |
| 14.                  | Hohlflöte        | 4′ |
| 15.                  | Nachthorn        | 4′ |
| 16.                  | Octave           | 2′ |
| 17.                  | Superoctave      | 1′ |
| 18.                  | Mixtur III       |    |
| 19.                  | Kornett IV       |    |

| Pedal |               |     |
| 20.   | Principalbass | 16′ |
| 21.   | Violonbass    | 16′ |
| 22.   | Octavbass     | 8′  |
| 23.   | Posaunenbass  | 16′ |

- Koppeln: II/I, I/P, II/P

Diese Orgel wird im Jahr 1867 durch den Orgelbauer Ernst Kelle aus Nordhausen repariert.
Im Jahr 1894 wird durch die Orgelbaufirma Julius Strobel & Söhne aus Frankenhausen eine neue Orgel eingebaut. Sie wurde am 15. November 1894 eingeweiht.
| I. Manual |                |      |
| 1.        | Principal      | 8′   |
| 2.        | Bordun         | 16′  |
| 3.        | Flöte harm.    | 8′   |
| 4.        | Gambe          | 8′   |
| 5.        | Gedackt        | 8′   |
| 6.        | Schweizerflöte | 8′   |
| 7.        | Octave         | 4′   |
| 8.        | Portunal       | 4′   |
| 9.        | Quinte         | (3′) |
| 10.       | Octave         | 2′   |
| 11.       | Mixtur ?       |      |
| 12.       | Trompete       | 8′   |

| II. Manual |                 |     |
| 13.        | Geigenprincipal | 8′  |
| 14.        | Gedackt         | 16′ |
| 15.        | Salizett        | 8′  |
| 16.        | Aeoline         | 8′  |
| 17.        | Traversflöte    | 8′  |
| 18.        | Flöte           | 4′  |
| 19.        | Fugara          | 4′  |
| 20.        | Mixtur II-III   |     |
| 21.        | Oboe            | 8′  |

| Pedal |           |     |
| 22.   | Subbass   | 16′ |
| 23.   | Violon    | 16′ |
| 24.   | Violon    | 8′  |
| 25.   | Prinzipal | 8′  |
| 26.   | Gedackt   | 8′  |

Die Prospektpfeifen Principal 8′ wurden 1917 ausgebaut und an den Staat geliefert. Im Mai 1926 erfolgte eine Reparatur und Reinigung der Orgel durch die Orgelbaufirma Kießling & Sohn aus Bleicherode.
Eine neue pneumatische Orgel wurde 1930/31 durch die Orgelbauwerkstatt E. Kemper & Sohn aus Lübeck erbaut. Disposition und Intonation stammen von Karl Kemper, Organist und Orgelbaumeister in Lübeck. Orgelberater war Erich Knorr, Organist an St. Blasii. Als Revisor fungierte Erwin Zillinger, Domorganist zu Lübeck.
| I Hauptwerk |               |     |
| 1.          | Quintade      | 16′ |
| 2.          | Bordun        | 16′ |
| 3.          | Prinzipal     | 8′  |
| 4.          | Gedackt       | 8′  |
| 5.          | Quinte        | 6′  |
| 6.          | Oktave        | 4′  |
| 7.          | Quinte        | 3′  |
| 8.          | Oktale        | 2′  |
| 9.          | Mixtur III-IV |     |
| 10.         | Trompete      | 8′  |

| II Oberwerk |               |    |
| 11.         | Quintade      | 8′ |
| 12.         | Blockflöte    | 4′ |
| 13.         | Quintade      | 4′ |
| 14.         | Nasat         | 3′ |
| 15.         | Prinzipal     | 2′ |
| 16.         | Sifflöte      | 1′ |
| 17.         | Terzian II    |    |
| 18.         | Mixtur II-III |    |
| 19.         | Regal         | 8′ |

| III Unterwerk |                 |     |
| 20.           | Rohrflöte       | 8′  |
| 21.           | Nachthorn       | 8′  |
| 22.           | Prinzipal       | 4′  |
| 23.           | Oktave          | 2′  |
| 24.           | Zimbel II       |     |
| 25.           | Sesquialtera II |     |
| 26.           | Scharf IV       |     |
| 27.           | Dulzian         | 16′ |
| 28.           | Krummhorn       | 8′  |
| 29.           | Schalmey        | 4′  |

| Pedal |                 |     |
| 30.   | Subbaß          | 16′ |
| 31.   | Rohrflöte       | 8′  |
| 32.   | Oktave          | 4′  |
| 33.   | Nachthorn       | 2′  |
| 34.   | Rauschpfeife IV |     |
| 35.   | Dulzian         | 16′ |
| 36.   | Posaune         | 16′ |
| 37.   | Klarine         | 4′  |
| 38.   | Cornett         | 2′  |

- Koppeln: II/I, III/I, I/P
- Spielhilfen: Schweller für Oberwerk und Unterwerk, eine freie Kombination

Von dieser Orgel ist, ebenso wie von der Kirche, nichts erhalten geblieben.

## Persönlichkeiten
- Friedrich Christian Lesser wurde 1754 in der Kirche bestattet.